# Selinsgrove, Pennsylvania
Selinsgrove là một thị trấn thuộc quận Snyder, tiểu bang Pennsylvania, Hoa Kỳ. Năm 2010, dân số của thị trấn này là 5654 người.